# Eduardo Frei Montalva
Eduardo Nicanor Frei Montalva (Santiago do Chile, 16 de janeiro de 1911 — Santiago do Chile, 22 de janeiro de 1982), filho de um imigrante suíço de classe média, foi um político do partido centrista chileno democrata cristão e foi presidente do Chile de 1964 até 1970, sendo o primeiro democrata cristão chefe de Estado das Américas.
Opositor de Salvador Allende, disputou com este a eleição de 1964, e ganhou-a graças a uma maciça intervenção publicitária da CIA, que o apoiou, provendo mais da metade das verbas de sua campanha política, e promovendo uma gigantesca campanha publicitária em seu favor. Na terceira semana de junho de 1964 a agência publicitária encarregada pela CIA produziu nada menos que 20 spots radiofônicos por dia em Santiago, e em 44 estações provinciais e  cinco "noticiários" radiofônicos de doze minutos ao dia em três rádios de Santiago, e em 22 rádios provinciais. No final de junho de 1964 a CIA produzia 26 programas radiofônicos semanais de "comentários políticos".
Seu governo, a partir de 1964, foi marcado pelo projeto desenvolvimentista, que se baseava em empréstimos externos; pelo início de uma espécie de reforma agrária e pela reforma no sistema educacional (conseguindo que a frequência ao ensino básico chegasse a 98% das crianças em tal idade).
Também marcou seu governo a nacionalização da mineração do cobre, realizada através de compra de ações das empresas envolvidas mediante redução dos impostos pagos pelas mesmas.
As políticas de Eduardo Frei foram consideradas superficiais e descontentaram a maioria da sociedade, provocando a divisão do próprio Partido Democrata Cristão em duas grandes facções, enquanto as camadas mais populares do campo e da cidade se organizaram na Unidade Popular (UP), uma organização de esquerda, que disputou e venceu as eleições de 1970, levando o marxista Salvador Allende ao poder.
Foi sucedido por Allende em 1970. Após a derrubada de Allende pelas forças reacionárias incitadas pelo governo dos Estados Unidos e pela CIA, no golpe de estado de Augusto Pinochet, passou para se opor a este último, por ser seu governo ditatorial.
Faleceu em 1982 devido a complicações ocorridas em uma cirurgia simples. Em 2005 foi aberta uma investigação sobre sua morte, pois um ex-agente da DINA (Dirección de Inteligencia Nacional, a polícia secreta chilena criada por Pinochet) informou que uma toxina desenvolvida em laboratório fora utilizada para envenenar Frei.
O seu filho mais velho, Eduardo Frei Ruiz-Tagle, também foi presidente do Chile, entre 1994 e 2000.